# Micropodabrus sublineolatus
Micropodabrus sublineolatus is een keversoort uit de familie soldaatjes (Cantharidae). De wetenschappelijke naam van de soort werd in 1983 gepubliceerd door Wittmer.